# Комаров Іван Архипович
Іван Архипович Комаров (19 червня 1921, с. Лапіно — 11 квітня 2005, м. Тернопіль) — український спортсмен, громадський діяч. Учасник німецько-радянської війни, артилерист, гвардії, підполковник. Майстер спорту (1940), почесний майстер спорту СРСР (1953). Заслужений тренер СРСР та України з фехтування.

## Життєпис
Іван Архипович народився 1921 року, в селі Лапіно, Тульська область, нині Російська Федерація.
Від 1946 — багаторазовий чемпіон СРСР і України з фехтування, очолював збірні команди СРСР та України. Учасник XV Олімпійських ігор у м. Гельсінкі (1952, Фінляндія).
Закінчив Київський інститут фізичної культури (1954, нині Національний університет фізичного виховання і спорту).
Від 1960 мешкав у Тернополі, почесний громадянин міста (1989). 1961—1973 — голова обласного спортивного комітету, згодом — директор Тернопільської ДЮСШ №2.
До листопада 2003 — голова Ради ветеранів міста.

## Нагороди
- орден О. Невського
- орден Червоного прапора
- орден Вітчизняної війни I, II ступенів
- орден Червоної зірки та інші медалі.